# Jacques Esprit
Jacques Esprit (* 22. Oktober 1611 in Béziers; † 11. Juni 1677 ebenda) war ein Literat und Moralist der Französischen Klassik. Er war Mitglied der Académie française.

## Leben und Werk

### Leben
Esprit war Sohn eines Arztes aus Toulouse. 1629 trat er in Paris als Novize bei den Oratorianern seines älteren Bruders ein, verließ aber 1634 die Kongregation und lebte ein weltliches Leben. Über den Salon von Rambouillet kam er durch Vermittlung von Germain Habert in das Haus des Kanzlers Pierre Séguier, der ihn förderte und ihm 1639 den Sitz Nr. 11 in der Académie française verschaffte.
Als er 1644 Séguiers Protektion verlor, kam er mit Hilfe der Madame de Sablé als Sekretär der Herzogin von Longueville unter, wo er ihrem Liebhaber François de La Rochefoucauld begegnete. 1653 zog sich die Herzogin aus dem Salonleben zurück. Esprit ging in die Dienste ihres Bruders Armand de Bourbon, prince de Conti über und begleitete ihn, wie auch sein Freund, der Dichter Jean-François Sarrasin, in das Languedoc nach Pézenas. Nach Contis Tod 1666 lebte er wieder in Paris und Chantilly, schließlich in seiner Heimatstadt Béziers, wo er 1677 im Alter von 65 Jahren starb.

### Der Moralist
Esprit ging in die Literaturgeschichte ein, weil er, wie auch Madame de Sablé, am Entstehungsprozess der Maximen La Rochefoucaulds beteiligt war, der ihn intensiv konsultierte und ihn an der „Maximenschleiferei“, wie Nietzsche es genannt hat, beteiligte. Während von Madame de Sablé nach ihrem Tod eigene Maximen erschienen, ging Esprit den Weg über die Prosa. Er arbeitete über Jahre hinweg an seinem Werk La Fausseté des vertus humaines („Die Falschheit der menschlichen Tugenden“, oder: „Tugenden? Alles Heuchelei!“), das in seinem Todesjahr im Druck erschien. Indem er auf 1000 Seiten umständlich und langatmig darlegte, was La Rochefoucauld in 500 kurze, schlagkräftige Formeln presste, schuf er eine Art Negativfolie zu den Maximen, die zwar mehrfach gedruckt, ins Englische und Holländische übersetzt, von Voltaire in seinem Dictionnaire philosophique eines kurzen beißenden Eintrags gewürdigt und 1996 von Pascal Quignard noch einmal herausgegeben wurde, die aber heute nur noch Spezialisten bekannt ist.

## Werke
- La Fausseté des vertus humaines. 2 Bde. G. Desprez, Paris 1677–1678. Pralard, Paris 1693, 1709. Aubier, Paris 1996.
  - (englisch) The Falsehood of Human Virtue. A Moral Essay. London 1691.
  - (englisch) Discourses on the deceitfulness of humane virtues. London 1706.
  - (holländisch) De bedrieglykheid der menschelyke deugden. Dordrecht 1746.
  - (Teildruck) La tromperie de l'amitié. Distance, Biarritz 1999.